# Анали Тутмеса III
Анали Тутмеса III представљају текст египатског фараона Тутмеса III који описује његових седамнаест похода на Левант.

## Историја
Анали су исписани на зидовима храма у Карнаку. Текст је заснован на свакодневним белешкама вођеним током похода. Текст је дугачак 25, а широк 12 метара. Најбоље је описан први поход на Левант током кога се одиграла чувена битка код Мегида (1469. п. н. е.), најстарија забележена битка. Анали представљају значајан историографски текст за проучавање Новог египатског царства.